# Un amore di strega
Un amore di strega è un film per la televisione del 2009, con protagonista Alessia Marcuzzi. Inizialmente il film TV si doveva chiamare Strega per amore.
È stato prodotto da Edwige Fenech.

## Trama
Carlotta è una ragazza solare ma insicura, che lavora con sua madre Emma nell'attività di famiglia, in cui si occupa di organizzare matrimoni nella grande villa dove Emma abita con il suo compagno, in quanto il padre di Carlotta è morto prima che lei nascesse. La ragazza convive con Max, un aspirante scrittore nullafacente e che il giorno del suo trentesimo compleanno - complice un rientro anticipato dal lavoro - lei trova a letto con un'altra ragazza. Scoperto il tradimento del fidanzato, Carlotta inizia a vagare per la città, ma la sua scarpa si incolla al marciapiede a causa di un chewing-gum e, nello stesso momento, un misterioso negoziante la invita ad entrare in uno strano negozio e le dona un paio di scarpe in vernice rossa con un tacco vertiginoso. Poco dopo, sotto la pioggia, viene colpita da un fulmine che la lascia svenuta. Il giorno dopo, Carlotta si reca al lavoro, senza accorgersi che le cose - già dalla sera prima in realtà - si muovono da sole, obbedendo ai suoi desideri, e soprattutto senza notare due corvi chiacchieroni che la tengono d'occhio, osservando gli strani fenomeni che accadono attorno alla ragazza. Sarà l'inizio di numerose avventure, che la porteranno a rendersi conto di essere una strega e a trovare l'amore.

## Protagonisti
- Carlotta: è la protagonista del film, interpretata da Alessia Marcuzzi.

- Emma: madre di Carlotta, interpretata da Anna Galiena. È una strega che ha deciso, dopo la delusione datale dal legame con il padre di Carlotta, di non usare più i suoi poteri magici, e di non attivare quelli di Carlotta perché lei possa avere la vita di una ragazza normale.

- Vlad: padre di Carlotta, interpretato da Luca Ward. È un mago libertino, che gira per il mondo con una moto di grossa cilindrata. Alla fine, rivelerà ad Emma che è stato il timore di perdere la libertà a non farlo tornare da loro, ma di non aver mai smesso di amarla.

- Riccardo: giovane manager specializzato in risanamento aziendale, interpretato da Pietro Sermonti, chiamato da Emma per salvare l'attività di famiglia, e dopo un inizio burrascoso riuscirà ad entrare in amicizia con Carlotta, della quale si innamorerà. Scoperti i suoi poteri, deciderà di sposare Polissena, ma dopo un incantesimo di memoria che gli farà dimenticare tutto, si riavvicinerà a lei, facendo intendere che probabilmente il legame tra i due giovani alla fine trionferà.

- Gianpietro: fidanzato di Emma, interpretato da Simone Colombari.

- Marzia e Lucilla: interpretate da Michela Andreozzi e Paola Minaccioni, sono le migliori amiche e collaboratrici di Carlotta.

- Nardone: interpretato da Giancarlo Ratti, lo stilista dell'attività di organizzazione matrimoni.

- Polissena: fidanzata di Riccardo e figlia del suo capo, interpretata da Eleonora Ivone. È una ragazza viziata, incentrata sul successo e sulla carriera. Quando Riccardo si troverà emarginato a causa di un video che lo mette in ridicolo, lo abbandonerà ritenendolo un fallito, per poi tornare da lui quando il ragazzo ritroverà il successo e la stima dei colleghi.

- Osvaldo: è il capo di Riccardo, interpretato da Bruno Armando.

- Corvi: sono due corvi che accompagnano ovunque Vlad.

- Gatto: il gatto nero di Emma ragiona in modo umano ed è la voce narrante, all'inizio ed alla fine, della storia.

## Trasmissione
Il film televisivo è andato in onda su Canale 5 in prima TV il 21 aprile 2009, e venne seguita da 4.995.000 di telespettatori.

## Produzione
Il film doveva essere il pilot per una serie a puntate, che poi non fu realizzata nonostante gli ascolti più che soddisfacenti per una commedia brillante, con un 20.62 % di share, superiore a Chi l'ha visto? ed al film trasmesso nella stessa serata con Richard Gere, ovvero Shall We Dance?. L'idea più accreditata è che alla fine, per i rispettivi impegni dei protagonisti, il progetto sia stato accantonato.
Angelo Longoni, regista del film, affermò di aver voluto creare un contrasto anche visivo tra il mondo "business" di Riccardo e quello "fatato" di Carlotta, usando colori freddi e metallici nel primo, e caldi e vivaci nel secondo. Anche la location, tra Milano e Pavia, non ha evidenziato punti di richiamo turistico, per non distogliere l'attenzione degli spettatori dalla storia.
Alessia Marcuzzi, nella costruzione del personaggio, ha rivelato di non essersi ispirata ad una strega in particolare del cinema o della televisione, ma di aver preso a modello la gestualità di Cameron Diaz.